# Thomas Lindner (Musiker)
Thomas Lindner (* 16. November 1974 in Zeven) ist ein deutscher Komponist, Texter und Sänger der Folk-Rock-Band Schandmaul und der Rockband Weto.

## Leben

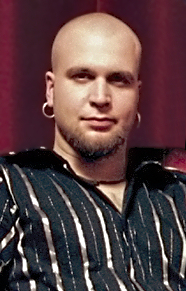
Thomas Lindner

Seine ersten musikalischen Erfahrungen machte Thomas Lindner mit vier Jahren, als im Rahmen der musikalischen Früherziehung (eine im norddeutschen Vorschulsystem eingebundene Einrichtung) sein musikalisches Talent von der Musiklehrerin entdeckt wurde. Auf ihr Anraten hin bekam er musikalischen Einzelunterricht, der auch den klassischen Klavierunterricht beinhaltete. Später verlor er jedoch das Interesse an der Musik.
Nachdem er sich mit seiner Familie 1987 in Puchheim bei München niederließ, fand er 1989 sein Interesse an der Musik wieder und bekam von seinen Eltern ein Keyboard geschenkt. Damit konnte er eine neue Erfahrung machen, die ihn später auch dazu veranlasste, eine Punkrockband namens Nachtschicht zu gründen.
Nachdem der Sänger die Punkband verlassen hatte, übernahm Lindner den Gesang, womit die Band sich erfolgreich fortsetzen konnte. Jedoch löste sich die Band nach zwei Jahren wieder auf.
Lindner absolvierte eine Ausbildung als Groß- und Außenhandelskaufmann und übte diesen Beruf bis zum Beginn seiner Karriere als Profimusiker aus.
Nach einigen mehr oder weniger erfolgreichen Projekten gründete Lindner 1993 mit Martin „Ducky“ Duckstein, der E-Gitarre spielte, die Rockband Weto, die offiziell vier Tonträger veröffentlicht hat. Lindner beschloss ausschließlich auf Deutsch und nicht auf Englisch zu singen, um sich und seine Gefühle besser ausdrücken zu können. Er nahm klassischen Gesangsunterricht und fand auch wieder Interesse am Klavierspiel. Später lernte er dann auch Akustik-Gitarre und Akkordeon.
Aus einer Laune heraus beteiligte er sich an einem „Spaßprojekt“, das sich mit Folk-Rock beschäftigt. Es wurden verschiedene Bands aus diesem Genre gecovert, was Lindner nicht gefiel. So kam es 1998 zur Gründung der Band Schandmaul, die ausschließlich mit Eigenkompositionen arbeitet. Bei dieser Band ist er als Sänger, Gitarrist, Akkordeon- und Klavierspieler sowie als Komponist und Texter aktiv.
Aufgrund der Entwicklung der Gruppe Schandmaul war es um Weto still geworden und die Band schien nicht mehr zu existieren. Die Musikrichtung, in der sich Schandmaul bewegt, ließ die Verwirklichung etlicher kompositorischer Ideen und Texte von Thomas Lindner nicht zu, so dass er sich im Jahre 2005 entschloss, die Band Weto wieder zu aktivieren. Ein erster öffentlicher Auftritt im Rahmen des von Schandmaul initiierten Funkenflug-Festivals im Dezember 2005 bestätigte diesen Entschluss.
In einer teilweise neuen Formation produzierte Weto, in der seitdem neben Lindner und „Ducky“ auch die beiden Schandmaul-Musiker Matthias Richter und Stefan Brunner sowie der Regicide-Keyboarder Heiner Jaspers spielen, im Jahre 2006 einen neuen Tonträger mit dem Namen Das 2weite Ich.
2013 sprach er Lennart, eine der Hauptfiguren in der Dark-Future-Hörspielserie HumAnemy. 2015 übernahm er eine Nebenrolle im Thriller-Hörspiel Abwärts nach der Roman-Vorlage von Frank Göhre zu dem gleichnamigen Film. Regie bei beiden Projekten der Firma Lindenblatt Records führte sein Bruder Stefan Lindner.

## Diskografie (Auswahl)

### Mit Schandmaul
Siehe Schandmaul/Diskografie

### Mit Weto
Siehe Weto#Diskografie

### Als Gastsänger und -musiker
- 2003: Gastgesang und Akkordeon auf dem Stoppok-Album Bla-Bla Nonstop bei dem Titel Scheisse am Schuh
- 2005: Gastgesang auf der Tanzwut-Single Immer noch wach
- 2006: Gastgesang auf dem Tanzwut-Album Schattenreiter bei dem Titel Immer noch wach
- 2006: Gastgesang auf dem Letzte-Instanz-Album Ins Licht bei dem Titel Das Stimmlein
- 2011: Gastgesang auf der Lyriel-Single Wenn die Engel fallen sowie auf dem Lyriel-Album Leverage
- 2015: Gastgesang auf dem Feuerschwanz-Album 10 Jahre Feuerschwanz – Live bei dem Titel Herren der Winde
- 2015: Gastgesang auf dem Unheilig-Album MTV Unplugged: Unter Dampf – Ohne Strom bei dem Titel Eisenmann

### Als Sprecher
- 2011: Hörspiel Gebrüder Thot 1 – Die Spinne[1]
- 2012: Hörspiel Gebrüder Thot 2 – Das Déjà Vu[1]
- 2013: Hörspielserie HumAnemy
- 2014: Sprecher auf dem apRon-Album Der Punch
- 2014: Erzähler auf der Hörspiel-CD des Schandmaul-Albums Schandmäulchens Abenteuer
- 2015: Thriller-Hörspiel Abwärts